# Gorna Bela Tsrkva
Gorna Bela Tsrkva (en macédonien Горна Бела Црква) est un village du sud-est de la Macédoine du Nord, situé dans la municipalité de Resen. Le village comptait 187 habitants en 2002.

## Démographie
Lors du recensement de 2002, le village comptait :
- Albanais : 114
- Turcs : 73